# Billie Burke
Billie Burke, nome completo Mary William Ethelbert Appleton Burke (Washington, 7 agosto 1884 – Los Angeles, 14 maggio 1970), è stata un'attrice statunitense.

## Biografia
Nata nel 1884 a Washington, era figlia di Blanche e William E. 'Billy' Burke, un famoso clown conosciuto a livello internazionale. Crebbe seguendo con il circo i genitori in tournée per l'America e per l'Europa, prima che questi mettessero le loro radici a Londra.
Nel 1903, all'epoca diciottenne, debuttò in teatro in Inghilterra, acquisendo presto una certa popolarità. Ma fu a Broadway che ottenne il vero successo: dal 1910 al 1913 brillò per grazia e verve in pièce come Mrs. Dot, Suzanne, The Runaway, The "Mind-the-Paint" Girl e The Land of Promise. Lodata dal pubblico e dalla critica, diventò a pieno titolo una star di Broadway quando nel 1914 sposò il leggendario impresario Florenz Ziegfeld, dal quale ebbe una figlia, Patricia (1916-2008).
Negli anni venti continuò a mietere successi sulle scene, ma per aiutare suo marito, rimasto economicamente distrutto dalla Grande depressione del 1929, la Burke iniziò a lavorare a Hollywood, interpretando soprattutto eccentriche e svanite signore dell'alta società, personaggi consoni alla sua vis comica ai quali l'attrice univa una voce dai toni volutamente acuti e sgraziati. Tra i film da lei interpretati, si ricordano due commedie dirette da George Cukor, Febbre di vivere (1932), con Katharine Hepburn, e Pranzo alle otto (1933), con Jean Harlow, ma soprattutto il musical Il mago di Oz (1939) di Victor Fleming, in cui, al fianco di Judy Garland, interpretò splendidamente il personaggio di Glinda, la Strega del Nord. Nel 1932 rimase vedova e nel 1940 all'età di 56 anni divenne nonna per la prima volta di Florenz.
A partire dagli anni quaranta l'attrice diradò le sue interpretazioni cinematografiche, per dedicarsi alla radio e al teatro. All'inizio degli anni cinquanta apparve ancora nelle commedie Il padre della sposa (1950) e nel suo sequel Papà diventa nonno (1951), entrambi diretti da Vincente Minnelli, mentre il suo ultimo film fu il western I dannati e gli eroi (1960), diretto da John Ford.
Billie Burke morì per cause naturali il 14 maggio 1970, all'età di 85 anni.

## Spettacoli teatrali

### Attrice
- My Wife di Michael Morton (1907)

### Produttrice
- Ziegfeld Follies of 1936 (Broadway, 1936)
- Ziegfeld Follies of 1943 (Broadway, 1º aprile 1943)

## Filmografia

### Cinema
- Fiore della Scozia (Peggy), regia di Charles Giblyn, Thomas H. Ince (1916)
- Gloria's Romance, regia di Campbell Gollan e Walter Edwin (1916)
- The Mysterious Miss Terry, regia di J. Searle Dawley (1917)
- Arms and the Girl, regia di Joseph Kaufman (1917)
- The Land of Promise, regia di Joseph Kaufman (1917)
- Eve's Daughter, regia di James Kirkwood (1918)
- Let's Get a Divorce, regia di Charles Giblyn (1918)
- In Pursuit of Polly, regia di Chester Withey (1918)
- The Make-Believe Wife, regia di John S. Robertson (1918)
- Good Gracious, Annabelle, regia di George Melford (1919)
- The Misleading Widow, regia di John S. Robertson (1919)
- Sadie Love, regia di John S. Robertson (1919)
- Wanted: A Husband, regia di Lawrence C. Windom (1919)
- Away Goes Prudence, regia di John S. Robertson (1920)
- The Frisky Mrs. Johnson, regia di Edward Dillon (1920)
- The Education of Elizabeth, regia di Edward Dillon (1921)
- Febbre di vivere (A Bill of Divorcement), regia di George Cukor (1932)
- La falena d'argento (Christopher Strong), regia di Dorothy Arzner (1933)
- Pranzo alle otto (Dinner at Eight), regia di George Cukor (1933)
- Solo una notte (Only Yesterday), regia di John M. Stahl (1933)
- Where Sinners Meet, regia di J. Walter Ruben (1934)
- Educande d'America (Finishing School), regia di George Nichols Jr. e Wanda Tuchock (1934)
- We're Rich Again, regia di William A. Seiter (1934)
- La donna è mobile (Forsaking All Others), regia di W. S. Van Dyke (1934)
- La carne e l'anima (Society Doctor), regia di George B. Seitz (1935)
- Lo scandalo del giorno (After Office Hours), regia di Robert Z. Leonard (1935)
- Becky Sharp, regia di Rouben Mamoulian (1935)
- Doubting Thomas, regia di David Butler (1935)
- Il domatore di donne (She Couldn't Take It), regia di Tay Garnett (1935)
- A Feather in Her Hat, regia di Alfred Santell (1935)
- Splendore (Splendor), regia di Elliott Nugent (1935)
- La moglie americana (My American Wife), regia di Harold Young (1936)
- Jim di Piccadilly (Piccadilly Jim), regia di Robert Z. Leonard (1936)
- La moglie di Craig (Craig’s Wife), regia di Dorothy Arzner (1936)
- Parnell, regia di John M. Stahl (1937)
- La via dell'impossibile (Topper), regia di Norman Z. McLeod (1937)
- La sposa vestiva di rosa (The Bride Wore Red), regia di Dorothy Arzner (1937)
- La vita a vent'anni (Navy Blue and Gold), regia di Sam Wood (1937)
- Viva l'allegria (Everybody Sing), regia di Edwin L. Marin (1938)
- Gioia di vivere (Merrily We Live), regia di Norman Z. McLeod (1938)
- 4 in paradiso (The Young in Heart), regia di Richard Wallace (1938)
- Viaggio nell'impossibile (Topper Takes a Trip), regia di Norman Z. McLeod (1938)
- Zenobia, regia di Gordon Douglas (1939)
- Bridal Suite, regia di Wilhelm Thiele (1939)
- Il mago di Oz (The Wizard of Oz), regia di Victor Fleming (1939)
- Eternamente tua (Eternally Yours), regia di Tay Garnett (1939)
- Una donna dimentica (Remember?), regia di Norman Z. McLeod (1939)
- The Ghost Comes Home, regia di Wilhelm Thiele (1940)
- And One Was Beautiful, regia di Robert B. Sinclair (1940)
- Irene, regia di Herbert Wilcox (1940)
- The Captain Is a Lady, regia di Robert B. Sinclair (1940)
- Dulcy, regia di Sylvan Simon (1940)
- Hullabaloo, regia di Edwin L. Marin (1940)
- Wild Man of Borneo, regia di Robert B. Sinclair (1941)
- Una bionda in paradiso (Topper Returns), regia di Roy Del Ruth (1941)
- Una notte a Lisbona (One Light in Lisbon), regia di Edward H. Griffith (1941)
- Il signore resta a pranzo (The Man Who Came to Dinner), regia di William Keighley (1941)
- What's Cookin'?, regia di Edward F. Cline (1942)
- In questa nostra vita (In This Our Life), regia di John Huston (1942)
- Tutti baciarono la sposa (They All Kissed the Bride), regia di Alexander Hall (1942)
- Girl Trouble, regia di Harold D. Schuster (1942)
- Hi Diddle Diddle, regia di Andrew L. Stone (1943)
- So's Your Uncle, regia di Jean Yarbrough (1943)
- You're a Lucky Fellow, Mr. Smith, regia di Felix E. Feist (1943)
- Gildersleeve on Broadway, regia di Gordon Douglas (1943)
- Swing Out, Sister, regia di Edward C. Lilley (1945)
- Il naufrago (The Cheaters), regia di Joseph Kane (1945)
- Breakfast in Hollywood, regia di Harold D. Schuster (1946)
- Le figlie dello scapolo (The Bachelor's Daughters), regia di Andrew L. Stone (1946)
- Silly Billy, regia di Jules White (1948)
- Billie Gets Her Man, regia di Edward Bernds (1948)
- I Barkleys di Broadway (The Barkleys of Broadway), regia di Charles Walters (1949)
- E col bambino fanno tre (And Baby Makes Three), regia di Henry Levin (1949)
- The Boy from Indiana, regia di John Rawlins (1950)
- Il padre della sposa (The Father of the Bride), regia di Vincente Minnelli (1950)
- Three Husbands, regia di Irving Reis (1951)
- Papà diventa nonno (Father's Little Dividend), regia di Vincente Minnelli (1951)
- Amore provinciale (Small Town Girl), regia di Leslie Kardos (1953)
- I segreti di Filadelfia (The Young Philadelphians), regia di Vincent Sherman (1959)
- I dannati e gli eroi (Sergeant Rutledge), regia di John Ford (1960)

### Televisione
- Lights Out – serie TV, episodio 3x13 (1950)
- The Eddie Cantor Comedy Theater – serie TV, episodi 1x03 (1955)
- Indirizzo permanente (77 Sunset Strip) – serie TV, episodio 2x26 (1960)

## Doppiatrici italiane
Nelle versioni in italiano delle opere in cui ha recitato, Billie Burke è stata doppiata da:
- Renata Marini ne Il mago di Oz (ediz. 1949), I segreti di Filadelfia, I dannati e gli eroi
- Lia Orlandini in In questa nostra vita, Il padre della sposa, Papà diventa nonno
- Pina Cei in Eternamente tua
- Nella Maria Bonora in Pranzo alle otto (ridoppiaggio 1951)
- Ada Maria Serra Zanetti ne La via dell'impossibile (ridoppiaggio)
- Maria Teresa Letizia ne Il mago di Oz (ridoppiaggio VHS 1985)
- Mirella Pace ne Il signore resta a pranzo (ridoppiaggio)
- Maria Pia Di Meo in Febbre di vivere (ridoppiaggio)